# Кут Брюстера

Схематичне зображення відбиття при повній поляризації

Кут Брюстера — кут падіння світла на межу розділу двох середовищ, при якому відбите світло повністю поляризоване.

## Фізична природа явища
Світло, яке є поперечними електромагнітними хвилями, загалом має дві можливі незалежні одна від іншої поляризації. При падінні на границю розділу двох середовищ незалежні поляризації світла називаються s- та p-поляризаціями. У випадку p-поляризації вектор напруженості електричного поля електромагнітної хвилі, якою є світло, лежить у площині падіння, у випадку s-поляризації (від німецького senkrecht) — перперндикулярний їй.
Заломлення світла на границі розподілу двох середовищ описується законом Снеліуса, а інтенсивності відбитого світла й світла, яке пройшло в інше середовище, визначаються за допомогою формул Френеля. Формули Френеля різні для різних поляризацій, а тому
світло відбите від будь-якої поверхні завжди бодай частково поляризоване. Однак існує такий кут падіння, при якому відбивається тільки світло
s-поряризації, а світло p-поляризації повністю проходить у інше середовище. Цей кут називається кутом Брюстера.
Значення кута Брюстера визначається умовою
{\displaystyle \theta _{i}+\theta _{r}={\frac {\pi }{2}}},
де {\displaystyle \theta _{i}} — кут падіння, а {\displaystyle \theta _{r}} — кут заломлення.
Значення кута Брюстера можна виразити через показники заломлення двох середовищ.
{\displaystyle \theta _{B}={\text{arctg}}\,{\frac {n_{2}}{n_{1}}}}.
Дана формула отримала назву закону Брюстера.
Відбиття світла під кутом Брюстера використовується для його поляризації.

## Історична довідка
Явище повної поляризації світла, відбитого під певним кутом вперше відзначив Девід Брюстер у 1815 р.